# تشيرد كورف
تشيرد كورف (بالهولندية: Tjeerd Korf)‏ (11 مايو 1983 في هولندا - ) هو لاعب كرة قدم هولندي في مركز الهجوم. لعب مع بي إي سي زفوله ونادي إكسلسيور ونادي فيندام.

## روابط خارجية
- تشيرد كورف على موقع قاعدة بيانات كرة القدم.إي يو (الإنجليزية)
- تشيرد كورف على موقع عالم كرة القدم.نت (الإنجليزية)